# Tanaecia varuna
Tanaecia varuna är en fjärilsart som beskrevs av Vollenhoven 1862. Tanaecia varuna ingår i släktet Tanaecia och familjen praktfjärilar. Inga underarter finns listade i Catalogue of Life.